# Джо Уокър
Джоузеф Албърт „Джо“ Уокър (на английски: Joseph Albert „Joe“ Walker) (20 февруари 1921 – 8 юни 1966 г.) е американски астронавт и тест пилот на НАСА. Участник в експерименталната програма X-15. През 1963 г. извършва два суборбитални космически полета с ракетоплана X-15 и става първият човек навлязъл два пъти в космическото пространство. Джо Уокър е първият цивилен американец в космоса. Загинал на 8 юни 1966 г. във въздушна катастрофа с реактивен самолет F-104 Starfighter в небето над Барстоу, Калифорния, на възраст 45 г.

## Образование
Джо Уокър е завършил гимназия и колежа Trinity High School. Получава бакалавърска степен по физика от Университета Jefferson College, Вашингтон.

## Военна кариера
След завършване на висшето си образование, Уокър постъпва във въздушните войски на USArmy и участва като боен пилот във Втората световна война. Лети на изтребител Lockheed P-38 Lightning и фоторазузнавателни самолети.

## Тест пилот
След войната Джо Уокър се уволнява от армията, но остава в авиацията завинаги. Той започва работа като физик и експериментален тест пилот в авиобазата Едуардс, Калифорния. В нейния научен и експериментален и научноизследователски център Драйдън, Уокър работи повече от 15 г. През 1958 г. е избран от USAF в програмата 1958 USAF Man In Space Soonest group, първия подбор на хора за космически полет. След като тази дейност преминава от USAF изцяло към НАСА, Джо Уокър е призован като тест пилот в новата структура. През 1960 г. става вторият тест пилот (след Скот Кросфийлд) в програмата X-15.

## Суборбитални космически полети
Джо Уокър извършва 25 полета по Програмата X-15, трето постижение от дванадесетте участвали пилоти. На 27 юни 1962 г. по време на Полет 59 той постига скорост от 6605 км/час, трето постижение в цялата програма. На следващата, 1963 г. Джо Уокър осъществява единствените два суборбитални космически полета в цялата програма X-15. На 19 юли 1963 г. по време на Полет 90, той достига височина от 106 км, а на 22 август по време на Полет 91 – 108 км. Това е рекорд за летателен апарат, различен от космически кораб. Джо Уокър става първият човек в света навлязъл два пъти в космическото пространство. До 2004 г. това са единствените полети на летателен апарат различен от космически кораб, в космоса.
| Космически полети на Джо Уокър      | Космически полети на Джо Уокър | Космически полети на Джо Уокър | Космически полети на Джо Уокър | Космически полети на Джо Уокър | Космически полети на Джо Уокър | Космически полети на Джо Уокър | Космически полети на Джо Уокър |
| №                                   | Дата                           | КК                             | Емблема на мисията             | Функции                        | Категория на полета            | Достигната височина            |                                |
| ----------------------------------- | ------------------------------ | ------------------------------ | ------------------------------ | ------------------------------ | ------------------------------ | ------------------------------ | ------------------------------ |
| 1                                   | 19 юли 1963                    | „X-15“ Полет 90                |                                | Пилот                          | суборбитален полет             | 106 км.                        |                                |
| 2                                   | 22 август 1963                 | „X-15“ Полет 91                |                                | Пилот                          | суборбитален полет             | 108 км.                        |                                |
| Сумарно време в космоса – 22 минути |                                |                                |                                |                                |                                |                                |                                |

## Участие в програмата Аполо
Уокър не участва пряко в лунната програма, но неговия принос за стъпването на Луната е огромен. Той участва, заедно с Нийл Армстронг в т. нар. програма LLRV – създаване и наземни изпитания на прототипа на Лунния модул. По време на тази програма двамата пилоти извършват 45 полета с Bell Lunar Landing Research Vehicle (LLRV), прототип на лунната кабина. От тези полети Джо Уокър осъществява 35, а Нийл Армстронг – 10 (той е ангажиран по това време и в програмата Джемини, а по – късно и в програмата Аполо). Един от тези полети завършва с катастрофа, при която за малко не загива първия човек стъпил на Луната. По това време Джо Уокър участва и в други тестови полети на НАСА и USAF. По време на един такъв полет, на 8 юни 1966 г., пилотирания от Уокър изтребител F-104 Starfighter се сблъсква с тежък бомбардировач ХВ – 70 Valkyrie и той загива на 45 г. възраст.

## Награди
- Летателен кръст за бойно отличие, 1943
- Въздушен медал със седем дъбови листа, 1944
- Първи член на Американската асоциация на тестовите пилоти, 1961
- Международна награда „Роберт Колиер“, 1961
- Мемориал „Айвън Кинкелоу“, 1962
- Голямата награда на Американската асоциация по въздухоплаване „Пилот на годината“, 1963

В Космическата Зала на Славата от 1991 г., а в Международната космическа Зала на Славата от 1995 г.
На 23 август 2005 г. Джо Уокър получава (посмъртно) астронавтски крила на НАСА и звание астронавт, след като Международната федерация по аеронавтика и космически изследвания (FAI), признава неговите Полет 90 и Полет 91 за суборбитални космически полети.